# 开心辞典
《开心辞典》是中国中央电视台曾播出的一档益智类娱乐类节目，节目以英国大型益智游戏节目《百萬富翁》为原型改编，以传统家庭观念为纽带，并主要响应当时中国政府提出的“科教兴国”战略。主要形式为答题闯关。该节目于2000年7月7日起在中央电视台经济生活频道（CCTV-2）播出第一期，播出时间为每周五晚22:05，节目时长1小时。
节目播出后，因其趣味性、益智性而反响热烈，收视率高企，仅用半年时间便摘得经济频道收视率桂冠，因而于2003年6月起在改版后的中央电视台综合频道（CCTV-1）每周日晚22:35重播一次，但该版本有所删节，时长为45分钟。2004年8月起节目在央视一套的播出时间提前至每周日21:45。2009年，转至央视综艺频道（CCTV-3）播出，播出时间为每周二晚20:36。2010年7月起，节目不再在央视一套重播。
节目的主持人为一男一女搭配，最开始为王小丫与黄安，王小丫主持正式单人答题板块，黄安负责答题选拔和现场开放环节，2001年李佳明和文清加入该节目接替黄安，主持人一度改为一男二女搭配，2003年文清退出，由王小丫和李佳明搭档主持。后由于李佳明出国留学，王小丫曾独自主持过数期节目，节目组也举办了名为“魅力新搭档”的主持人海选活动。最终，尼格买提成为该节目的第二任男主持。此外，朱轶、王小骞、撒贝宁、马斌、朱迅、李晓东、管彤等主持人也曾代班主持过该节目。
该节目的问题涉及各个领域的百科知识，参赛选手需要通过一系列选拔获得正式的单人答题机会。其后需要回答主持人提出的由易到难12个问题（特别节目为6个）。正常情况下，每过一关（3个问题）可以赢得一个家庭梦想所含的奖品，答对全部问题的选手可以获得全部4个家庭梦想。选手单独答题遇到困难时有3种求救方式：求助现场观众、求助场外亲友和删除错误选项以降低难度。
2009年7月，《开心辞典》推出特别版《开心学国学》。2011年起，节目改版为音乐歌曲类的综艺节目，不再保留益智答题板块。2013年1月5日，该节目停播，原团队在CCTV-3推出音乐益智游戏节目《开门大吉》。

## 参看
- 百万富翁
  - 百万富翁 (香港)
  - 超级大富翁
  - 百万智多星
- 中央电视台经济频道
- 王小丫
- 黄安
- 李佳明
- 文清
- 尼格买提
- 开门大吉
  - 2016年中国中央电视台春节联欢晚会
  - 2022年中央广播电视总台春节联欢晚会
  - 2023年中央广播电视总台春节联欢晚会
  - 2024年中央广播电视总台春节联欢晚会
  - 2025年中央广播电视总台春节联欢晚会